# Bitwa pod Roundway Down
Bitwa pod Roundway Down – starcie zbrojne, które miało miejsce 13 lipca 1643 podczas angielskiej wojny domowej (1642–1651).
Bitwa została stoczona w pobliżu Devizes w Wiltshire. Armia Rojalistów odniosła druzgocące zwycięstwo nad armią Parlamentu, dowodzoną przez Wallera.

## Kampania
Dnia 5 lipca armia Lorda Hoptona wyparła Wallera z jego pozycji w bitwie pod Lansdowne. Z powodu dużych strat i amunicji Rojaliści wycofali się do Oksfordu, stolicy Rojalistów, po posiłki i zaopatrzenie.
Waller po wzmocnieniu swych sił postępował blisko armii Hoptona, i nocą 8 lipca zajął pozycje w Roundway Down, wzniesieniu na północ od Devizes, zagradzając Rojalistom dalszą drogę odwrotu. Rojaliści cofnęli się do miasta, a ich wódz zwołał pospieszną naradę wojenną. Wszyscy się zgodzili, że książę Maurycy Wittelsbach zdoła wymknąć się z 300 pozostałej przy Rojalistach jazdy. Podczas gdy piechota kornwalijska Hoptona będzie bronić Devizes, książę Maurycy przygotuje odsiecz w Oksfordzie.
Maurycy zdążył uciec zanim Waller otoczył miasto. Następnego dnia Waller ustawił swoje działa i rozpoczął regularne oblężenie. Dnia 12 lipca zdobył konwój wiozący amunicję dla Hoptona. Gdy zażądał kapitulacji, spotkał się z odmową. Następnego ranka odsiecz Rojalistów pokazała się na Roundway Down.
Maurycy dotarł do Oksfordu 10 lipca pod wieczór. Lord Wilmot, generał kawalerii (Lieutenant General of Horse) w służbie króla Karola I, z miejsca wysłał na odsiecz Devizes 1500 jazdy i 2 przenośne armatki.

## Bitwa
Wczesnym rankiem 13 lipca siły Wilmota osiągnęły Roughridge Hill,
5 mil na północny wschód od Devizes, i oddały 2 strzały ze swych działek jako sygnał dla oblężonych. Byli zorganizowani w 2 silne brygady pod Wilmotem i Johnem Byronem, i trzecią słabszą pod Lordem Crawfordem.
Waller został poinformowany o ich przybyciu i zwinął oblężenie, po czym pomaszerował by zająć najwyższy punkt w Roundway Down. Miał nadzieję pokonać Wilmota zanim Hopton mógłby wypaść z Devizes i zaatakować jego tyły. Ulokował swą piechotę w centrum, a kawalerię na skrzydłach (najchętniej stosowany szyk w obu armiach).
Pomimo że Waller zajmował dogodną pozycję na wzniesieniu, pierwsi zaatakowali Rojaliści. Brygada Wilmota uderzyła na lewe skrzydło wojsk Parlamentu, gdzie pod wodzą Haselriga stał w pełni opancerzony regiment kirasjerów (zwanych London lobsters). Wydawało się, że powinni wytrzymać szarżę Wilmota, ale ku ich własnemu zdumieniu zostali odrzuceni do pozycji swej drugiej linii. Po krótkiej walce wycofali się w nieładzie.
Byron uderzył na prawe skrzydło wojsk Parlamentu, pod osłoną ognia dział i muszkieterów swego centrum. Skrzydło wojsk Parlamentu zachwiało się od uderzenia, następnie zaczęło się cofać i na koniec rzuciło się do ucieczki. Byron postanowił kontynuować pościg za uciekającymi wojskami prawego skrzydła Parlamentu. Wielu żołnierzy Parlamentu zginęło podczas ucieczki, zepchniętych przez galopujących Rojalistów z wysokiego urwiska w pobliżu wioski Roundway.
Wojska Wilmota i Byrona połączyły się i obróciły na centrum wojsk Parlamentu. Piechota Rojalistów (Roundhead foot) wytrzymała do momentu przybycia piechoty z Devizes i uszykowała się do natarcia. Na ten widok wojska Parlamentu próbowały wycofać się na północ, lecz bez powodzenia. Ci co przeżyli porzucili w trakcie ucieczki broń i cały sprzęt. Cała armia Wallera przestała istnieć.

## Po bitwie
Bitwa pod Roundway Down była największym zwycięstwem kawalerii w angielskiej wojnie domowej. Armia Parlamentu w południowo-zachodniej Anglii została zniszczona, co kilka tygodni później pozwoliło Rojalistom zdobyć port i główne miasto Bristol. Ten okres sukcesów Rojalistów nazwany został Latem Rojalistów (Royalist summer).